# Krai de Siberia Occidental
El krai de Siberia Occidental fue una unidad administrativo-territorial de la República Socialista Federativa Soviética de Rusia desde 1930 hasta 1937.
La capital era la ciudad de Novosibirsk.

## Historia
La región fue formada por decreto del Comité Ejecutivo Central Panruso del 30 de julio de 1930, dividiendo el krai de Siberia en una parte occidental, con centro en Novosibirsk, y una parte oriental, con centro en Irkutsk.
El krai de Siberia Occidental incluía 14 distritos del antiguo krai de Siberia y la óblast autónomo de Oirot.
Inicialmente, el territorio del distrito de Krasnoyarsk también formaba parte de la región; sin embargo, a pesar de la ubicación geográfica de Krasnoyarsk en ese momento en Siberia Occidental, por decreto del Presidium del Comité Ejecutivo Central Panruso del 11 de agosto de 1930, fue transferido al krai de Siberia Oriental.
La superficie del krai era de 1 263 500 km², la población era de 8 114 990 personas (población urbana 1 294 100 personas), 172 distritos (15 distritos de Jakasia, Oirotia), 4 390 consejos rurales, 18 570 asentamientos (24 ciudades, 10 asentamientos de trabajadores, 4 pueblos de casas de verano).
En 1933, el krai de Siberia Occidental limitaba con la óblast de los Urales, el distrito nacional de Ostyak-Vogul, el krai de Siberia Oriental, la República Popular de Tuvá, Mongolia y la República Autónoma Socialista Soviética de Kazajistán.
En octubre de 1930, se formó el nuevo distrito autónomo de Jakasia (capital en Abakán) como parte del krai de Siberia Occidental.
En 1931, después de una revisión de la red de consejos de aldea de la región, se liquidaron 549 pequeños consejos de aldea.
Al 1 de enero de 1931 la región contaba con una población de 8 307 300 habitantes (1.180.900 habitantes urbanos y 7.126.400 habitantes rurales). La densidad de población es de 6,7 habitantes por kilómetro cuadrado. La composición nacional era: rusos 77,9%, ucranianos 10,6%, bielorrusos 2,9%, mordovianos 1,4%, alemanes 1%, tártaros 1%, otros 6,1%. La superficie de la región fue de 1.243.586 km² . La región incluía: 28 ciudades, 16 asentamientos obreros, 22.720 otras zonas pobladas, 2 regiones autónomas, 147 distritos y 4.421 consejos de aldea.
En 1932 se eliminaron otros 451 consejos aldeanos en la región y el distrito de Narym pasó a formar parte de ella. Se abolieron 23 distritos.
El 1 de enero de 1933 la población de la región era de 6 140 800 personas.
El 10 de abril de 1933, el Comité Ejecutivo Central Panruso decidió “liquidar los distritos de Krasninsky y Tomsky de la región”.
Por decreto del Comité Ejecutivo Central Panruso del 7 de diciembre de 1934, los distritos de Tara, Omsk, Isil-Kul, Nazyvaev, Krutin, Tyukalin, Bolsherechen, Ikonnikov, Lyubin, Shcherbakul, Pavlogrado, Cherlak, Kalachin y Ust. Los distritos de Ishim de la región fueron transferidos a la recién formada óblast de Omsk. Los distritos autónomos de Jakasia, Áchinsk, Birilyussk, Bogotol, Ermakov, Karatuz, Kuragin, Krasnoturan, Minusinsk, Nazarov, Uzhur y Usinsk se incluyeron en el recién formado krai de Krasnoyarsk.
El 1 de enero de 1935 la población de la región era de 10 485 000 personas.
Por la resolución del Comité Ejecutivo Regional de Siberia Occidental del 20 de noviembre de 1935 (aprobada por el Comité Ejecutivo Central Panruso del 20 de enero de 1936), al asignar parte de los consejos de aldea de los distritos de Tyazhin y Zyryan, se creó el distrito de Teguldet con centro administrativo en el pueblo Teguldet.
En 1937, el krai de Siberia Occidental incluía el territorio de las actuales óblasts de Kémerovo, Novosibirsk, Tomsk, el krai de Altái y la República de Altái.
Por Decreto del Comité Ejecutivo Central de la URSS del 28 de septiembre de 1937, el krai de Siberia Occidental se dividió en la óblast de Novosibirsk con su centro en Novosibirsk (dentro de las fronteras de las actuales óblasts de Kemerovo, Novosibirsk y Tomsk) y el krai de Altái con centro en Barnaúl (dentro de los límites del actual krai de Altái y la República de Altái).
El 15 de enero de 1938, el Sóviet Supremo de la Unión Soviética aprobó la creación del krai de Altái y la óblast de Novosibirsk. Seis meses después, el Consejo Supremo de la RSFSR confirmó la abolición de la región.